# Gary Kagelmacher
Gary Kagelmacher (ur. 21 maja 1988 w Montevideo) – urugwajski piłkarz z niemieckim obywatelstwem występujący na pozycji prawego lub środkowego obrońcy w KV Kortrijk.

## Kariera klubowa
Swoją karierę rozpoczynał w Danubio z rodzinnego miasta i stąd został najpierw wypożyczony (2007 rok), a następnie wykupiony (2008) przez hiszpański Real Madryt. Gary początkowo grał wyłącznie dla Castilli, czyli zespołu rezerw Królewskich, gdzie w ciągu dwóch lat zaliczył w sumie 54 spotkania. W pożegnalnym – jak się okazało – spotkaniu Juande Ramosa jako szkoleniowca pierwszej drużyny, w 38 kolejce Primera División sezonu 2008/09, kiedy Real grał na wyjeździe z Osasuną Pampeluna, zaliczył pierwszy występ w jedenastce kadry „A”. Zagrał 58 minut i po tym czasie został zastąpiony przez innego debiutanta, defensywnego pomocnika, Marcosa Tébara. W 2010 roku przeszedł do Germinalu Beerschot. Następnie grał w AS Monaco, Valenciennes FC i TSV 1860 Monachium. W 2016 trafił do Maccabi Hajfa, a w 2017 do KV Kortrijk.
| Sezon   | Klub                        | Kraj      | Rozgrywki        | Mecze | Bramki | Rozgrywki Europy | Mecze | Bramki |
| ------- | --------------------------- | --------- | ---------------- | ----- | ------ | ---------------- | ----- | ------ |
| 2006/07 | Danubio FC                  | Urugwaj   | Primera División | 2     | 0      | –                | –     | –      |
| 2007/08 | Real Madryt Castilla (wyp.) | Hiszpania | Segunda División | 27    | 2      | –                | –     | –      |
| 2008/09 | Real Madryt Castilla        | Hiszpania | Segunda División | 27    | 1      | –                | –     | –      |
| 2008/09 | Real Madryt                 | Hiszpania | Liga BBVA        | 1     | 0      | –                | –     | –      |
| 2009/10 | Real Madryt Castilla        | Hiszpania | Segunda División | 32    | 3      | –                | –     | –      |
| 2010/11 | Germinal Beerschot (wyp.)   | Belgia    | Jupiler League   | 21    | 3      | –                | –     | –      |
| 2011/12 | Germinal Beerschot          | Belgia    | Jupiler League   | 19    | 4      | –                | –     | –      |
| 2011/12 | AS Monaco                   | Francja   | Ligue 2          | 17    | 0      | –                | –     | –      |
| 2012/13 | AS Monaco                   | Francja   | Ligue 2          | 35    | 3      | –                | –     | –      |
| 2013/14 | Valenciennes FC             | Francja   | Ligue 1          | 31    | 0      | –                | –     | –      |
| 2014/15 | TSV 1860 Monachium          | Niemcy    | 2. Bundesliga    | 26    | 2      | –                | –     | –      |
| 2015/16 | TSV 1860 Monachium          | Niemcy    | 2. Bundesliga    | 32    | 1      | –                | –     | –      |
| 2015/16 | Maccabi Hajfa               | Urugwaj   | Ligat ha’Al      | 34    | 1      | Liga Europy UEFA | 2     | 0      |

Stan na: koniec sezonu 2016/2017.

## Kariera Reprezentacja
Kagelmacher rozegrał 4 mecze w reprezentacji Urugwaju U-20.